# San Lorenzo de Almagro
Club Atlético San Lorenzo de Almagro (normalt bare kendt som San Lorenzo de Almagro eller bare San Lorenzo) er en argentinsk fodboldklub fra hovedstaden Buenos Aires. Klubben spiller i landets bedste liga, Primera División de Argentina, og har hjemmebane på stadionet Estadio Pedro Bidegain. Klubben blev grundlagt den 1. april 1908, og har siden da vundet adskillige titler, blandt andet 10 argentinske mesterskaber og Copa Sudamericana.

## Titler
- Argentinsk mesterskab (15): 1923, 1924, 1927, 1933, 1936 (Copa de Honor), 1946, 1959, 1968 (Metropolitano), 1972 (Metropolitano), 1972 (Nacional), 1974 (Nacional), 1995 (Clausura), 2001 (Clausura), 2007 (Clausura), 2013 (Inicial)
- Copa de la República (1): 1943
- Supercopa Argentina (1): 2015
- Copa Campeonato del Río de la Plata (1): 1923
- Copa Aldao (1): 1927
- Copa Mercosur (1): 2001
- Copa Sudamericana (1): 2002
- Copa Libertadores (1): 2014

## Kendte spillere
- Ricardo Lavolpe
- Jorge Olguín
- Oscar Ortiz
- Roberto Telch
- Oscar Ruggeri
- / Guillermo Franco
- Ezequiel Lavezzi
- Kily González
- Paolo Montero
- Sebastián Abreu

## Danske spillere
- Ingen